# جعبه استنلی
جعبه استنلی (به هندی: Stanley Ka Dabba) فیلمی محصول سال ۲۰۱۱ و به کارگردانی آمول گوپته است. در این فیلم بازیگرانی همچون دیویا دوتا، پرتو گوپتا، دیویا جاگداله، راجندرانات زوتشی، آموله گوپته، راهول سینگ، ویدیوت جاموال ایفای نقش کرده‌اند.